# Cadai
Cadai (Kaday; m. 1277) foi maí (rei) do Império de Canem da dinastia sefaua e governou de 1248 a 1277.

## Vida
Era sucessor de Dunama II (r. 1210–1248), seu pai, e sua mãe pertencia a linhagem real Magomi.  Segundo os cronistas, "em seu tempo [de Dunama], os filhos do sultão (Cadai e Bir) dividiram-se em fações diferentes; há havia facções." Essa rivalidade entre os irmãos reflete conflitos dinásticos que já eclodiam no seio da sociedade de Canem desde o início do século XIII e talvez tenha como origem o crescente antagonismo da linhagem Magomi (da qual Cadai pertencia) e as tribos sedentárias de Canem.
Diz-se que sob ele, o controle de Canem sobre o Fezã foi consolidado e fez-se guerra no sul do Chade. Também ele enviou, entre os presentes de embaixada ao califa Maomé I (r. 1249–1277) em Túnis, uma girafa - "animal de forma estranha e disparatada", como citou ibne Caldune. Faleceu em 1277, combatendo os "andacamas dunamas", talvez um dos reinos vassalos, e foi sucedido por Bir II (r. 1277–1296).